# Scedella orientalis
Scedella orientalis är en tvåvingeart som först beskrevs av Meijere 1908.  Scedella orientalis ingår i släktet Scedella och familjen borrflugor. Inga underarter finns listade i Catalogue of Life.